# 폴 헤이스팅스
폴 헤이스팅스 LLP(Paul Hastings LLP)는 미국 로스앤젤레스에 본사를 두고 서울을 포함한 세계 19곳에 지사를 가진 미국계 다국적 대형 로펌이다. 1951년에 설립된 폴 헤이스팅스는 2012년 3월 대한민국 법률시장개방과 함께 법무부에 자격 예비심사를 가장 먼저 신청하였다.

## 주요 업무

##### 롯데 케미칼 지적재산 소송
버냄 엔터프라이즈 (Burnham Enterprises, LLC.)의 사업부문인 아메리칸 스트럭쳐 니들링 컴퍼니 (American Structural Needling Company)는 자사의 영업비밀이 침해되었다고 주장하며 (주)데크, 롯데 케미칼, (주)데크 항공을 계약위반, 영업비밀침해, 사기, 계약·사업 관계 방해, 국제 다자 복잡소송 안에서의 음모 등의 혐의로 고소하였고 폴 헤이스팅스는 2012년 6월부터 롯데 케미칼을 대리해 법원에 국제상공회의소 관활 아래 서울에서 중재를 진행할 수 있도록 신청하고 중재가 진행되는 동안 본 소송을 일시 중지시켜 달라고 신청하였으며 연방지방법원은 올 초 롯데 케미칼의 중재 신청과 소송 중지 신청을 받아들였다. 그리고 지난 6일 연방지방법원은 소송을 기각하며 추후 재소송과 중재는 불가능하다는 결정을 내렸다.

##### LG디스플레이의 담합소송
미국 미시시피와 노스캐롤라이나 등 일부 주 정부는 AU 옵트로닉스와 LG디스플레이 등을 상대로 가격담합 의혹을 제기하면서 이로 인한 피해 보상을 요구하는 소송을 잇달아 냈고 LG디스플레이는 지난해 5월 아칸소와 캘리포니아 등의 주 정부와 가격 담합 의혹과 관련한 배상에 합의했지만, 미시시피·사우스캐롤라이나 등과는 합의하지 못했다.